# Oriol Solé Sugranyes
Oriol Solé Sugranyes (Barcelona, 1948-Burguete, Navarra; 1976) fue un activista revolucionario español de ideología primero comunista, y más tarde anarquista, integrante del MIL (Movimiento Ibérico de Liberación-Grupos Autónomos de Combate).

## Biografía
Perteneciente a una familia de clase media catalana, era hijo del eminente geógrafo Lluís Solé y sobrino de Felip Solé.

## Trayectoria
Después de militar en el PSUC y en el PCE evolucionó ideológicamente hacia posiciones cercanas a la autonomía obrera, el anarquismo y contactó con los grupos más combativos del movimiento obrero de principios de los años 1970 a través de las Plataformas de Comisiones Obreras.

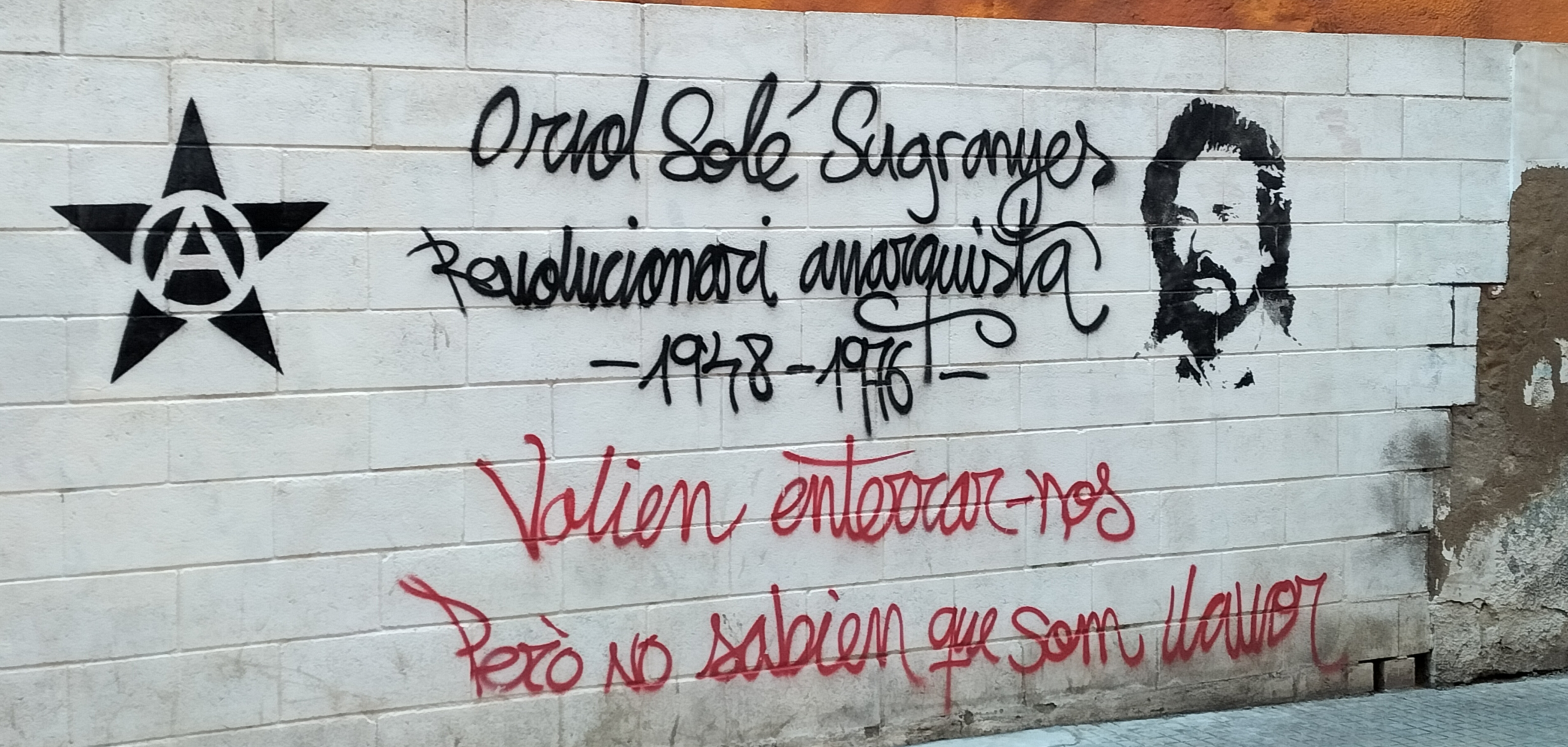
Pintura mural en Reus

Posteriormente vivió en Toulouse desde donde participó en la constitución del MIL después de entrar en contacto con los jóvenes franceses Jean Claude Torres y Jean-Marc Rouillan, este último fundador del grupo Action Directe. El 25 de marzo de 1971 es detenido por la policía francesa al tratar de entrar en España junto a Rouillan en un coche robado. Llevaban una pistola automática y propaganda del MIL. Fue encarcelado en Francia hasta principios del verano de 1972.
En septiembre de 1973 volvió a ser detenido junto a Josep Lluís Pons Llovet tras atracar una sucursal de la entidad financiera La Caixa en el municipio de Bellver de Cerdaña (Lérida) y ya no saldría de prisión hasta abril de 1976, cuando participó en la espectacular evasión de la cárcel de Segovia junto a un grupo de presos de la banda terrorista ETA.

## Muerte
Al día siguiente de la fuga, el 6 de abril de 1976, resultó muerto por un tiro de la Guardia Civil, a las afueras de Burguete (Navarra), cuando trataba de llegar a la frontera francesa. Está enterrado en el cementerio de Bor (Lérida), junto a la ermita de San Marcelo de Bor.

## Cultura popular
- Un monolito en las proximidades de Burguete recuerda el lugar donde se produjo su muerte.
- La película La fuga de Segovia de Imanol Uribe relata la fuga de Oriol, que es interpretado por Ovidi Montllor.